# ارتباطات زیست‌محیطی (نشریه)
ارتباطات زیست‌محیطی یک ژورنال علمی بررسی شده مربوط به موضوع ارتباطات زیست‌محیطی است. این نشریه در ماه مه ۲۰۰۷ تأسیس شد و سردبیر مؤسس آن استیو دپوئه (دانشگاه سینسیناتی) بود. ارتباطات زیست‌محیطی توسط نشرروتلج هشت بار در سال منتشر می‌شود. این نشریه، به عنوان نشریهٔ رسمی انجمن بین‌المللی ارتباطات زیست‌محیطی شناخته می‌شود. سردبیر آن متیو سی نیسبت (دانشگاه شمال شرقی) است. بر اساس گزارش استنادی مجلات، مجله دارای تاثیرگذاری ۱٫۳۶۰ در سال ۲۰۱۷ بوده‌است.